# 何やってんだろう
『何やってんだろう』（なにやってんだろう）は、スターダストレビュー32枚目のシングル。1997年10月15日に発売された。

## 収録曲
1. 何やってんだろう
2. 作詞：並河祥太
3. 作曲：柿沼清史
4. 編曲：十川知司・スターダストレビュー
日本テレビ系列『ぐるぐるナインティナイン』エンディング･テーマ
5. When We Know（シリーズ・王様の一日〜THE DAY AT THE KINGDOM〜）
作詞：根本要/林紀勝
作曲：根本要
編曲：光田健一・スターダストレビュー
6. 何やってんだろう（Instrumental）